# Батик
Батик је древна традиција израде ручно бојених тканина од памука и свиле уз помоћ воска. Ова техника потиче са острва Јава у Индонезији. Поступци украшавања тканина развијали су се упоредо са развојем техника бојења, а батик је најпознатији од њих и уједно представља једну од најстаријих метода штампања и осликавања тканина. Техника се састоји у томе да се одређене површине тканине прекривају се воском како би је заштитиле од продирања боје, при чему на пкривеним местима остаје основна боја тканине, док се незаштићени делови боје.
Тканине израђене батик техником и данас прожимају све сегменте живота Индонежана - од прекривача за колевку новорођенчета до погребног вела којим се обавијају покојници. Године 2009. индонежански батик уврштен је на Унескову листу нематеријалног културног наслеђа човечанства, али је исте године на ту листу уврштен и програм обуке младих и очувања батик технике у Индонезији.

## Етимологија
Реч батик (јав. batik потиче из јаванског језика. Долази од појма амбатик (јав. ambatik), насталог од речи амба, што значи „широко” или „велико” и речи тик или нитик, са значењем „тачка” или „тачкати”. Такође, на јаванском реч „батикан” (јав. bathikan) значи „цртање” или „писање”.
Реч „батик” први пут је забележена у енглеском језику у Енциклопедији Британика Encyclopædia Britannica из 1880. године, као battik.

## Историја
Батик је једна од најстаријих метода штампања и осликавања тканина. Археолози нису у потпуности сагласни око порекла ове древне технике. Док једни тврде да је могла бити увежена из Индије или Шри Ланке током 6. или 7. века, други сматрају да је индонежански батик изворна традиција, је се ова традиција негује и у неколико региона у Индонезији на које хиндуизам није директно утицао.
На основу пронађених записа, Сунди (друга по величини етничка група у Индонезији) су знали за Батик још у 12. веку. У древном сундском рукопису Sanghyang Siksa Kandang Karesian, написаном 1518. године, забележено је да Сунди израђују батик као део сунданске културе. У тексту је чак забележено неколико мотива, на основу којих се започиње процес стварања батика. Према неким археолозима, одређени мотиви који се осликавају батик техником били су познати већ у 12. веку у јужним деловима Јаве. Исти извори упућују на то да се ови деликатни мотиви могу извести само уз помоћ посебног алата за наношење воска, тјантинга (Canting), који је изумљен на Јави управо у том периоду. На источнојаванским скулптурама из 13. века могу се на одећи запазити изрезбарени детаљи сложених цветних мотива који су слични онима који се и данас израђују у индонежанском батику, што сугерише да су сложени узорци тканина од батика постојали на Јави чак и пре 13. века. Крајем 13. века батик платно са Јаве извозило се на острва Каримата, у Тајланд, чак до Мосула. Свака краљевска породица имала је сопствене уникатне дезене, док је становништво у приобалним подручјима развијало мноштво мотива под утицајем досељеника из Кине, као и холандских, арапских и индијских трговаца.
У Европи је батик техника први пут описана у књизи „Историји Јаве“, објављеној у Лондону 1817. године. Један холандски трговац поклонио је етнографском музеју у Ротердаму је узорке које је сакупио током путовања у Индонезију и данас се у Тропском музеју у Амстердаму чува највећа колекција индонежанског батика у Холандији. Холандски и кинески колонисти били су активни у развоју батика, нарочито приморског батика, у касној колонијалној ери. Увели су нове мотиве као и употребу бакарних плоча за масовну производњу штампаним отисцима. На Светској изложби у Паризу 1900. године индонежански батик импресионирао је јавност и уметнике.
У субсахарску Африку јавански батик су у 19. веку донели холандски и енглески трговци. Тамошњи локални израђивачи прилагодили су јавански батик, правећи веће мотиве дебљих линија и са више боја. У Африци су ову технику првобитно практиковали припадници племена Јоруба из Нигерије и Сонинке и Волоф из Сенегала. Међутим, код израде афричке верзије батика уместо воска се користи скроб маниоке, пиринчана паста или блато.
Двадесетих година 20. века произвођачи јаванског батика који су мигрирали на Малајско полуострво донели су и у те делове света технику употребе воска и бакарних плоча.
Седамдесетих година прошлог века батик је уведен у Аустралију, где су га уметници староседеоци развили као сопствени занат.

## Технике
Уметност израде батика је најразвијенија на Јави и тамо се и даље праве неки од најбољих и најквалитетнијих батика на свету. У Јави су сви материјали потребнио за овај поступак лако доступни - памук, пчелињи восак и биљке од којих се праве различите биљне боје.
Одређене површине тканине прекривају се воском како би задржале основну боју тканине тј. заштитиле је од продирања боје током процеса бојења. Најпознатији начини наношења воска, који су и данас у примени, јесу помоћу тјантинга или помоћу металних калупа на којима се налазе угравирани мотиви. 
Традиционалне боје у централном делу Јаве, које су и данас актуалне, јесу браон и индиго. Мајстори батика цртају мотиве на тканини помоћу тачака и линија врућег воска, што им омогућава да селективно боје одређене делове тканине, непокривене воском, натапајући је у једну боју. Уколико је потребно употребити више боја, восак се уклања кипућом водом и пооступак се понавља.
Примери одеће и тканина дезенираних батик техником присутни су у многим деловима Африке, али је ова готово сликарска вештина најразвијенија у Нигерији. Народ Јоруба и данас израђује адире одећу, користећи два традиционална поступка постизања заштите:
- бојење и формирање дезена везивањем и прошивањем (адире елесо),
- односно премазивањем тј. наношењем заштитног слоја (адире елеко).

Слободно исцртавање традиционалних дезена вршено је применом различитих справа као што су перо, танки штапићи, кости или зашиљени дрвени односно метални предмети.

### Тјантинг
Тјантинг или воштано перо састоји се из два дела – резервоара за восак и металне цевчице за исцртавање мотива. Резервоар за восак је у облику бакарног цилиндра или лопте, са отвором за уливање воска на средини, који је повезан са дршком од бамбуса или дрвета. Резервоар тјантинга се зарања у врео восак, а потом се тим воском на тканини исцртава дезен, тако што Восак из металног резервоара пролази кроз узану цевчицу. Уколико је реч о тканинама веће дебљине, примењује се исцртавање воском са обе стране тканине, која је претходно затегнута на рам.

### Штампање помоћу калупа
Штампање калупима обавља се на тканини постављеној дуж стола, како би орнамент био континуирано поновљен. Бакарни калуп који дефинише мотив, односно целину која ће се понављати, урања се у посуду с врелим воском а потом отискује на тканину.

## Батик у Индонезији
Батик је и данас део свакодневног живота у Индонезији. Одећа са свакодневним дизајном редовно се носи у пословним и академским круговима, док се за посебне прилике, као што су одећа за венчања, труднице, одласци у позориште и слично, користе посебни симболи. Одећа чак игра централну улогу у одређеним ритуалима, попут церемонијалног бацања краљевског батика у вулкан.
Широка разноликост мотива одражава различите утицаје, од арапске калиграфије, европских цветних букета и кинеских феникса до цвета јапанске трешње и индијских или персијских паунова. Вештина се често преноси генерацијама у породицама и тесно је повезана са културним идентитетом индонежанског народа кроз симболична значења боја и дизајна, што одражава њихову креативност и духовност.

### Заштита културног наслеђа
Због опадања интересовања млађих генерација за батик у Индонезији је покренут програм образовања и оспособљавања ученика основних, средњих, виших и стручних школа и политехнике за очување ове традиционалне технике. Програм је покренут у сарадњи Батик музејом у Пекалонгану. Главни циљ програма је повећање свести о индонежанском батику као културном наслеђу и његово уважавање међу млађом генерацијом, укључујући историју, културне вредности и традиционалне вештине. Законом је омогућено укључивање културе батика у наставне планове и програме као „локални садржај“ у подручјима која имају богато батичко културно наслеђе, попут града Пекалонгана. Батик музеј покренуо је овај програм 2005. године, у тесној сарадњи са градским властима, а наставља да се шири на суседне области.
Године 2009. индонежански батик је уврштен на Унескову листу нематеријалног културног наслеђа човечанства, а истовремено је на листу, као посебан елемент, уврштен и програм заштите овог културног наслеђа.

## Батик у осталим деловима света
У Европи батик техника је данас претежно заступљена у дизајнирању амбијенталног текстила, док у Азији и Африци и даље представља једну од примарних делатности.